# Rajko Daskalov
Rajko Ivanov Daskalov (bulharsky Райко Иванов Даскалов, (21. prosince 1886 Bjala Čerkva, Bulharské knížectví – 26. srpna 1923 Praha) byl bulharský politik Bulharského agrárního lidového svazu. Bojoval jako dobrovolník v první balkánské válce. V roce 1915 byl zatčen poté, co v rámci bulharské státní správy podporoval britsko–francouzský pokus o přijetí Bulharska na stranu Dohody, které dosavadně bojovalo v první světové válce po boku Německa a Rakouska-Uherska. Jako jeden z vůdců republikánského povstání v roce 1918 byl osvobozen a organizoval vojenské povstání proti vládě. Po abdikaci bulharského cara Ferdinanda I. a kapitulaci Bulharska, zasedal v letech 1919–1923 jako prominentní člen vlád agrární strany.
Poté, co byl v roce 1923 vyslán jako zplnomocněný velvyslanec do Československa, proběhl v Bulharsku 9. června armádou podporovaný státní převrat, který sesadil vládu premiéra Aleksandra Stambolijského, který byl následně popraven. Daskalov se poté snažil získat mezinárodní podporu evropských zemí a vytvořil exilovou agrární vládu. Stal se hlavním oponentem bulharského režimu a takzvané Vnitřní makedonské revoluční organizace (VMRO).
Rajko Daskalov byl 26. srpna 1923 zastřelen v Holečkově ulici v Praze na Smíchově Jordanem Ciconkovem, na rozkaz Todora Aleksandrova, vůdce Vnitřní makedonské revoluční organizace.

## Následky atentátu
Atentátník Ciconkov byl zatčen. Ciconkova zastupoval český nacionalistický advokát Jan Renner, národně-demokratický novinář a poradce Karla Kramáře. Na obhajobu Ciconkova vystoupil i malíř Ivan Mrkvička. Jeho obhajoba stála na důkazech v jeho prospěch, že jednal pod výhrůžkami smrtí od členů VMRO. V pražském soudním procesu následně nebyl shledán vinným a byl propuštěn. Vzhledem k diplomatickému tlaku Království Srbů, Chorvatů a Slovinců byl následně jeho proces obnoven a v říjnu 1924 byl odsouzen k 20 letům v žaláři. Byl uvězněn v Táboře, následně byl přesunut do kartouzské věznice ve Valdicích. V lednu 1926 spáchal sebevraždu.
Daskalov byl původně pohřběn v Praze na Olšanech. Jeho pohřeb doprovázely kontroverze některých bulharských studentů v Praze, kteří projevovali odpor k jeho osobě. V roce 1946 byly jeho ostatky převezeny zpět do Sofie.

## Ocenění
V místě atentátu v Holečkově ulici se nacházela pamětní deska, odhalena v roce 1925. Nyní se nachází neznámo kde.
Deska byla opatřena textem v češtině a bulharštině:
Dne 26. VIII. 1923 r.
Zde byl zavražděn najatými vrahy
Dr Rajko Daskalov,
bulharský ministr,
velký Slovan a bojovník za svobodu,
demokracii a republiku.